# Wędrówka pierzeniowa
Wędrówka pierzeniowa – typ ptasich wędrówek związanych z pierzeniem, w czasie którego ptak traci zdolność lotu. W celu odbycia pierzenia ptaki przemieszczają się na obszary obfitujące w pokarm oraz zapewniające im spokój (ochrona przed drapieżnikami i człowiekiem). Są to często duże zbiorniki z obfitą roślinnością lub wyspy. Wędrówka pierzeniowa może odbywać się w przeciwnym kierunku niż wędrówka na zimowisko. Wędrówkę tę odbywają najczęściej blaszkodziobe.
Zobacz też: wędrówka pętlowa